# PCX
PCX (абревиатура на Personal Computer eXchange) e един от най-старите графични файлови формати за IBM/PC. Създаден е от Z-soft Corporation заедно със създаването на първата версия на програмния продукт „PaintBrush“. Още тогава Z-soft застъпва една не особено удачна тенденция на несъвместимост между изображения с 1, 2 и 4 бита на пиксел, записани във формат PCX.
Съществува версия на PCX, която може да работи с неограничена разделителна способност и 24-битов цвят. Тя обаче е несъвместима с нито една от предишните версии, откъдето следва да се подхожда внимателно при запис на графични изображения в такъв формат. Форматът е разпространен при снемането на мониторни изображения (екранни кадри) за по-нататъшна обработка.